# آتش‌بازی رود سومیدا

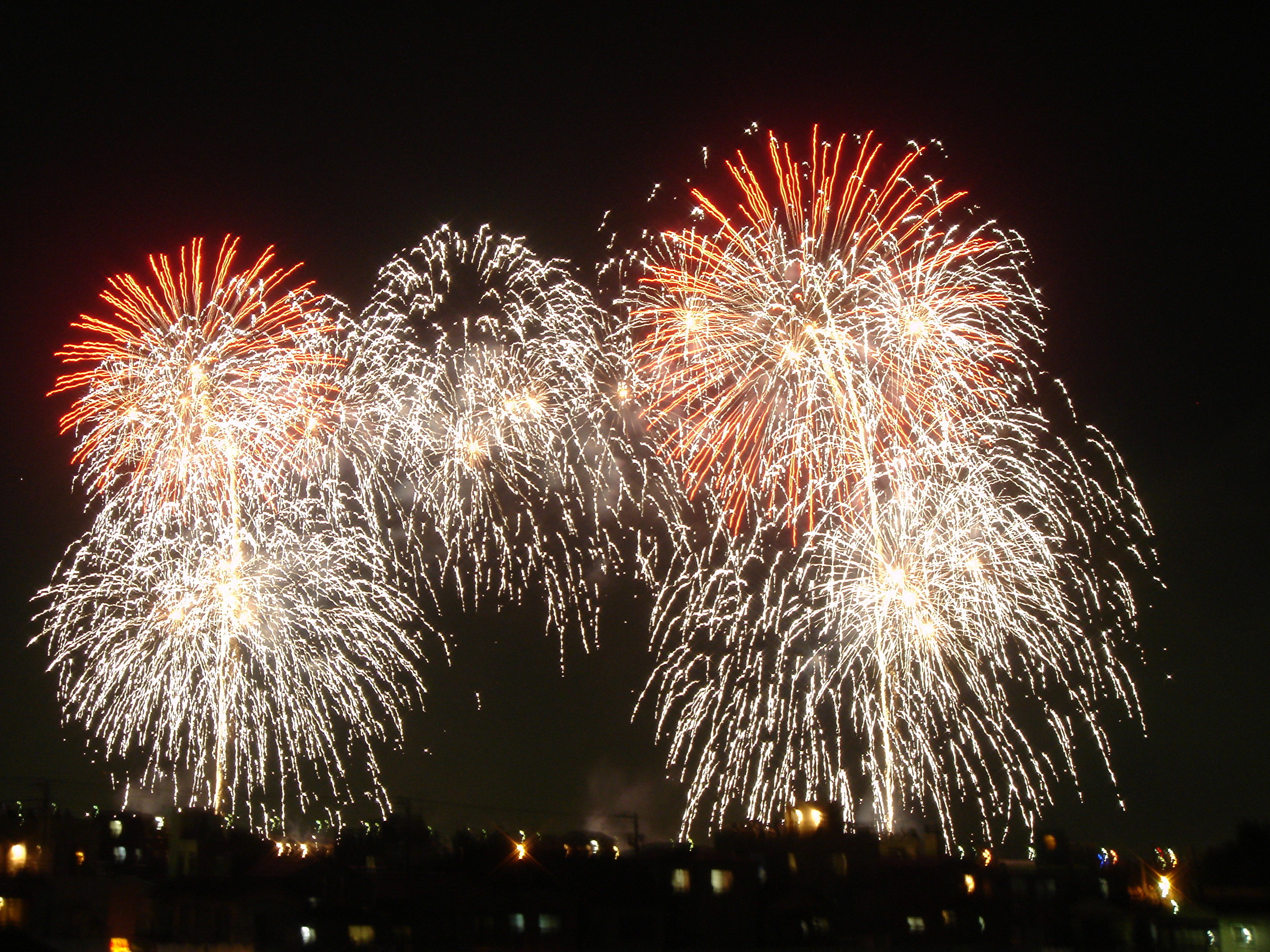
جشن آتش بازی یا هانابی.

آتش بازی بزرگ رود سومیدا (به ژاپنی: 隅田川花火大会) یا سومیداگاوا هانابی دائیکائی یکی از جشن‌های آتش بازی در توکیو پایتخت ژاپن است. محل برگزاری این جشن در اطراف رود سومیدا در آساکوسا و موکوجیما در منطقهٔ سومیدا انجام می‌گیرد. این جشن هر ساله در آخرین شنبه ماه ژوئیه برپا می‌شود. برپایی این جشن به ۱۷۳۲ میلادی بر می گردد ولی بارها برگزاری آن متوقف شده‌است. این جشن از سال ۱۹۷۸ میلادی به‌طور هر ساله برگزار شده‌است. در حال حاضر تعداد شرکت کنندگان این جشن در حدود یک میلیون نفر است. این آتش بازی در کنار آتش بازی خلیج توکیو و آتش بازی جینگوگائیئن سه آتش بازی اصلی توکیو هستند. در سال ۲۰۱۱ میلادی این آتش بازی به مناسبت همدردی با آسیب دیدگان زمین‌لرزه و سونامی ۲۰۱۱ توهوکو انجام نشد.

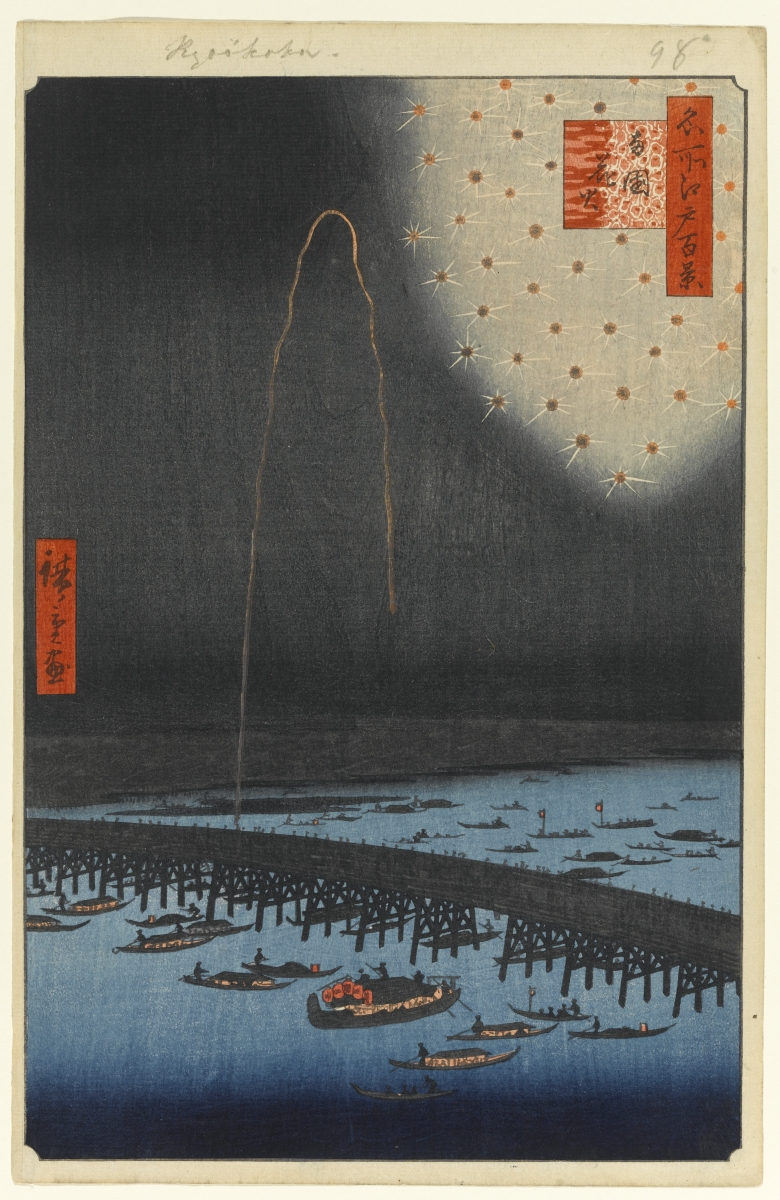
تصویری نقاشی شده از آتش بازی بزرگ رود سومیدا. این تصویر یکی از تصاویر صد منظره مشهور ادو است.